# Данкоуцька волость
Данкоуцька волость — адміністративно-територіальна одиниця Хотинського повіту Бессарабської губернії.
Станом на 1886 рік — складалася з 11 поселень, 11 сільських громад. Населення — 9916 осіб (4501 осіб чоловічої статі та 4415 — жіночої), 1608 дворових господарств.
|                     | Площа, десятин | У тому числі орної, десятин |
| ------------------- | -------------- | --------------------------- |
| Сільських громад    | 7860           | 6355                        |
| Приватної власності | 7809           | 7010                        |
| Іншої власності     | 231            | 231                         |
| Загалом             | 15900          | 13596                       |

Основні поселення волості:
- Данкоуці — село царачьке[2] за 8 верст від повітового міста, 478 осіб, 114 дворів, православна церква. За 10 верст — винокуренний та цегельний заводи.
- Долиняни — село царачьке при джерелі Ткачеве болото, 1159 осіб, 240 дворів, православна церква.
- Каплівка — село царачьке при урочищі Мацюківська долина, 1022 особи, 231 двір, православна церква, школа.
- Круглик — село царачьке при струмкові Карді, 1081 особа, 135 дворів, православна церква.
- Пашківці — село царачьке при струмкові Маткі, 1067 особа, 190 дворів, православна церква.
- Ставчани — село царачьке при струмках Ставлень, Деревівка, Джулин, 1127 осіб, 190 дворів, православна церква.
- Толбуряни — село царачьке при джерелі Джурів Яр, 865 осіб, 162 двори, 2 православні церкви, школа.